# Краснозатылочный азиатский трогон
Краснозатылочный азиатский трогон (лат. Harpactes kasumba) — вид птиц семейства трогоновых. Выделяют два подвида. Встречается в Брунее, Индонезии, Малайзии и Таиланде. Его естественная среда обитания — субтропические или тропические влажные низинные леса. Ему угрожает потеря среды обитания.

## Описание
Краснозатылочный азиатский трогон - вид с сильным половым диморфизмом, при этом самки обычно более тусклые, чем самцы. И самцы, и самки вырастают до 32 сантиметров в длину. Продолжительность жизни краснозатылочного азиатского трогона около 7,3 лет. У них компактное тело, короткие крылья и длинный хвост.

### Описание самца
Самец краснозобого трогона имеет черную голову и верхнюю часть груди, синий клюв и кольцо вокруг глаза и ярко-синее лицо. У него желто-коричневый верх и надхвостье с черными контурами, белая линия груди, ярко-красный низ. Подхвостье черно-белое. Наиболее определяющей физической характеристикой краснозобого трогона является полоса ярко-красных перьев вокруг затылка, которая и дала название этому виду.

### Описание самки
Самки более бледного цвета, чем самцы, имеют из серо-коричневую голову и верхнюю часть груди.

### Полёт
Хотя крылья краснозатылочных азиатских трогонов короткие, они довольно сильные, соотношение мышц крыльев составляет примерно 22% от массы тела. Несмотря на это, краснозатылочные азиатский трогоны не летают на большие расстояния, обычно пролетая не более нескольких сотен метров за раз.

## Поведение
Краснозатылочные азиатские трогоны обычно неактивны вне своего обычного режима питания. Из-за этого орнитологи и биологи отметили, что «помимо их общей красоты, они печально известны отсутствием других непосредственно привлекательных качеств». Сообщается, что, как и в случае с другими видами семейства трогоновые, краснозатылочные азиатские трогоны перемещаются по ветвям, чтобы их тускло окрашенные спины были повернуты к наблюдателям, в то время как их головы, которые могут вращаться на 180 градусов, поворачиваются, чтобы следить за любыми потенциальными хищниками. На них охотятся ястребы и хищные млекопитающие.

## Питание
Краснозатылочный азиатский трогон в основном насекомояден, однако питается членистоногими, предпочитая палочников и пауков. Также он поедает маленьких ящериц, фрукты и семена. Режущие края верхней и нижней челюсти зазубрены, что помогает захватывать живую добычу и фрукты. Добычу краснозатылочные азиатский трогоны, в основном, добывают на лету.

## Размножение
Краснозатылочный азиатский трогон — территориальный и моногамный вид. Самцы отталкивают других представителей того же вида и даже других гнездящихся видов от своих гнездовий, чтобы обеспечить безопасность гнезда. Самцы привлекают самок своим пением. До, а иногда и во время сезона размножения наблюдались стаи из 3-12 особей, которые кричали и гонялись друг за другом, однако функция этих стай неизвестна. Мало что известно о гнездовых привычках краснозатылочного азиатского трогона, только то, что предполагается, они гнездятся в дуплах. Единственным зарегистрированным гнездом краснозатылочного азиатского трогона был выводок, обнаруженный в июле 1976 года на полуострове Малайзия. Гнездо было вырыто в дупле гнилого пня в нескольких метрах от земли. Инкубационный период длится от 16 до 19 дней. Вылупившиеся птенцы слепые и голые, однако быстро обрастают перьями.

## Образ жизни
Предполагается, что краснозатылочный азиатский трогон является постоянно проживающей или оседлой птицей. Оседлый «обычно используется в особом смысле слова «немигрирующий», а «постоянный» определяется как «оставающийся в течение года в рассматриваемой области». Краснозатылочный азиатский трогон не мигрирует, а остается на одном и том же месте круглый год.

## Популяция
Размер популяции не был определен количественно, но этот вид описывается как редкий в Таиланде, довольно распространенный на полуострове Малайзия и Суматре, довольно редкий в Сараваке.

## Экология
Красношейный трогон встречается в основном в первичных или слабо вырубленных низинных вечнозеленых лесах. Они наиболее многочисленны на высоте ниже 600 метров, но иногда обнаруживаются на высоте до 1200 метров в горных диптерокарповых лесах на Борнео. Еще одно место, где они были зарегистрированы - это торфяно-болотный лес, а также некоторые вырубки, густые бамбуковые рощи, плантации кокоса и какао.

## Угрозы
Высокие темпы обезлесения в Сундайской низменности были чрезвычайно быстрыми из-за эскалации незаконных рубок и преобразования земель. Другим воздействием также были лесные пожары, которые оказали серьезное разрушительное воздействие. Из-за этих угроз красношейный трогон был классифицирован МСОП как вид, близкий к уязвимому положению (NT).